# Sikorsky R-4

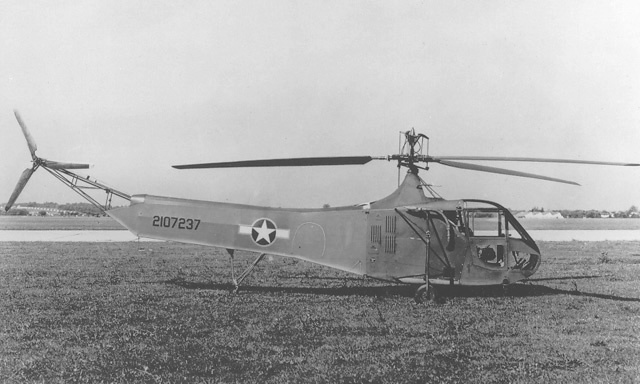
Предсерийный экземпляр Сикорский YR-4

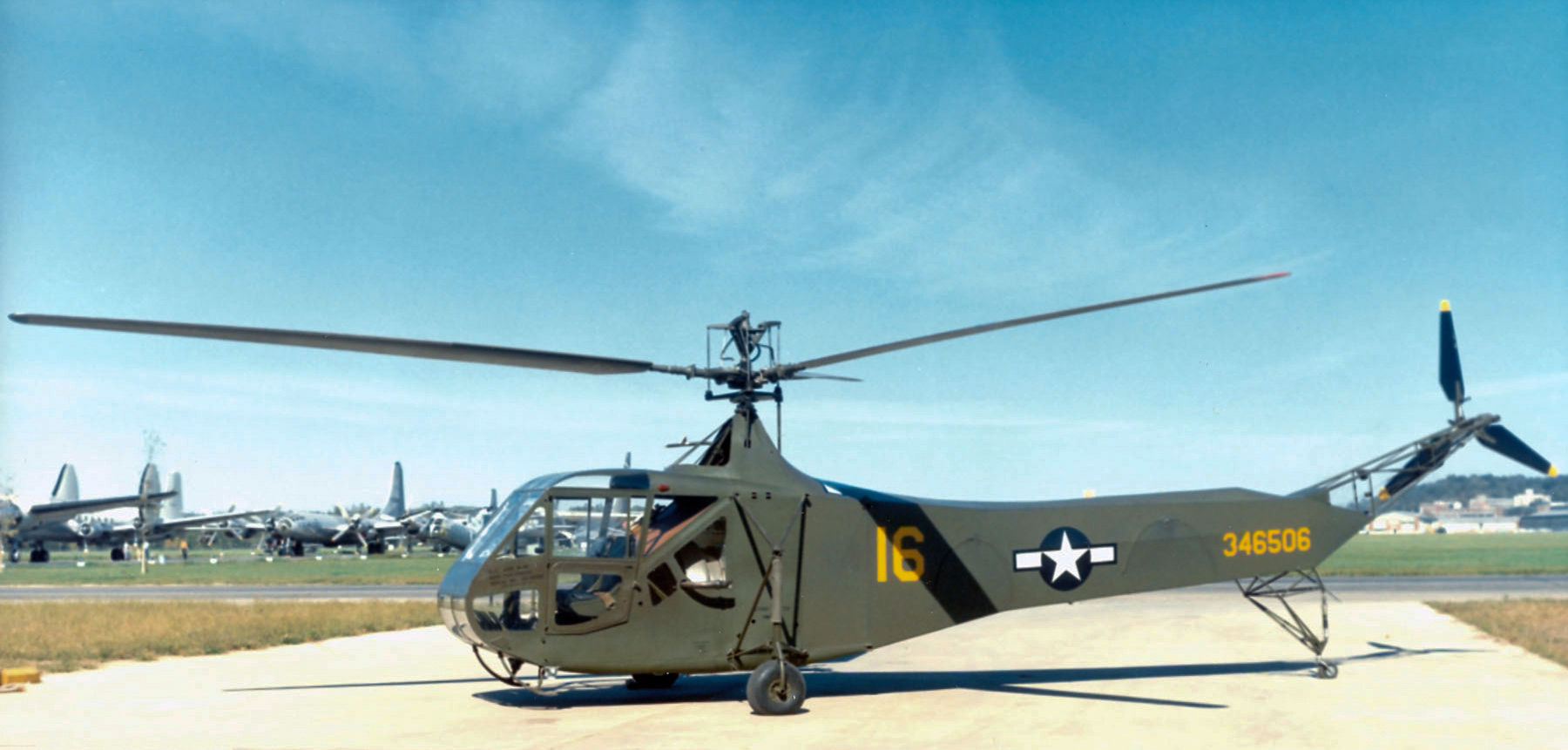
Сикорский R-4B в музее ВВС США

Sikorsky R-4 Hoverfly — первый в мире серийно выпускавшийся в вертолёт.
Лёгкий многоцелевой вертолёт классической одновинтовой схемы. Предназначался для связи, разведки и спасательных работ. Спроектирован под руководством Игоря Сикорского на основе опытного VS-300, летавшего с 1939 года. Предсерийный XR-4 совершил первый полёт 13 января 1942 года. Более 100 серийных R-4 использованы во Второй мировой и Корейской войне.

## Применение
С 1943 года для вертолётов Сикорского началась опытная эксплуатация в вооружённых силах США, а в следующем году — в Великобритании. С апреля 1944 года вертолёты R-4B (армейское обозначение) стали применяться армейской авиацией США непосредственно в боевых действиях: сначала в Бирме, а затем в Китае и на островах Тихого океана для эвакуации раненых солдат, сбитых лётчиков, снабжения окружённых частей и кораблей, связи, наблюдения и корректировки огня артиллерии. Английские вертолёты в боевых операциях не участвовали.
Во флоте и береговой охране США вертолёт получил обозначение-HNS-1. В вооружённых силах Великобритании вертолёт носил название Hoverfly-I и, помимо перечисленных выше целей, использовался для поиска подводных лодок и обслуживания королевской семьи.
Вертолёт также использовался в Корейской войне. Всего в ходе войны было потеряно 12 единиц (1 из них возможно был лишь повреждён).

## Лётно-технические характеристики
- Экипаж: 1
- Пассажировместимость: 1
- Диаметр несущего винта: 11,6 м
- Длина: 14,7 м
- Высота: 3,8 м
- Масса пустого: 952 кг
- Максимальная взлётная масса: 1152 кг
- Силовая установка: 1 двигатель Warner Super Scarab (R-500-3) мощностью 165 л.с..
- Максимальная скорость: 132 км/ч
- Крейсерская скорость: 105 км/ч
- Динамический потолок: 2340 м
- Дальность полёта: 370 км